# Springare
För delfinarten, se sadeldelfin.
Springaren, eller vardagligare hästen, är en av de sex schackpjäserna.
Tillsammans med löparen räknas springaren till brädets lätta pjäser, att jämföra med de tunga pjäserna dam och torn. I svensk schacknotation betecknas springaren med bokstaven S. I böcker och tidskrifter används ofta i stället ett piktogram: ♘
Vid ett schackpartis början har de båda spelarna två springare vardera. 

## Placering och rörelsemönster
De vita springarna börjar på ruta b1 respektive ruta g1 och de svarta på ruta b8 respektive ruta g8
Springaren kan antingen flyttas två steg uppåt eller nedåt på schackbrädet, och sedan ett steg höger eller vänster, eller först två steg åt höger eller vänster och sedan ett steg uppåt eller nedåt (alltså i form av bokstaven L). Springaren är den enda pjäs som får hoppa över andra pjäser, både de egna och motståndarens, i sitt drag. Därför kan motståndaren inte ställa någon pjäs emellan springaren och sin egen kung, ifall springaren schackar kungen. Springarens rörelsemönster ändras inte då den ska ta en pjäs, såsom böndernas gör.
Med sitt unika rörelsemönster, är springaren den enda pjäsen som kan hota motståndarens dam utan att kunna bli tagen av damen. Detta gör att springaren är den pjäs som är bäst lämpad för gaffeldrag som hotar flera av motståndarens pjäser samtidigt.
|   | a                                                                             | b                                                                             | c                                                                             | d                                                                             | e                                                                             | f                                                                             | g                                                                             | h                                                                             |   |
| 8 | b8 svart springare · g8 svart springare · b1 vit springare · g1 vit springare | b8 svart springare · g8 svart springare · b1 vit springare · g1 vit springare | b8 svart springare · g8 svart springare · b1 vit springare · g1 vit springare | b8 svart springare · g8 svart springare · b1 vit springare · g1 vit springare | b8 svart springare · g8 svart springare · b1 vit springare · g1 vit springare | b8 svart springare · g8 svart springare · b1 vit springare · g1 vit springare | b8 svart springare · g8 svart springare · b1 vit springare · g1 vit springare | b8 svart springare · g8 svart springare · b1 vit springare · g1 vit springare | 8 |
| 7 | b8 svart springare · g8 svart springare · b1 vit springare · g1 vit springare | b8 svart springare · g8 svart springare · b1 vit springare · g1 vit springare | b8 svart springare · g8 svart springare · b1 vit springare · g1 vit springare | b8 svart springare · g8 svart springare · b1 vit springare · g1 vit springare | b8 svart springare · g8 svart springare · b1 vit springare · g1 vit springare | b8 svart springare · g8 svart springare · b1 vit springare · g1 vit springare | b8 svart springare · g8 svart springare · b1 vit springare · g1 vit springare | b8 svart springare · g8 svart springare · b1 vit springare · g1 vit springare | 7 |
| 6 | b8 svart springare · g8 svart springare · b1 vit springare · g1 vit springare | b8 svart springare · g8 svart springare · b1 vit springare · g1 vit springare | b8 svart springare · g8 svart springare · b1 vit springare · g1 vit springare | b8 svart springare · g8 svart springare · b1 vit springare · g1 vit springare | b8 svart springare · g8 svart springare · b1 vit springare · g1 vit springare | b8 svart springare · g8 svart springare · b1 vit springare · g1 vit springare | b8 svart springare · g8 svart springare · b1 vit springare · g1 vit springare | b8 svart springare · g8 svart springare · b1 vit springare · g1 vit springare | 6 |
| 5 | b8 svart springare · g8 svart springare · b1 vit springare · g1 vit springare | b8 svart springare · g8 svart springare · b1 vit springare · g1 vit springare | b8 svart springare · g8 svart springare · b1 vit springare · g1 vit springare | b8 svart springare · g8 svart springare · b1 vit springare · g1 vit springare | b8 svart springare · g8 svart springare · b1 vit springare · g1 vit springare | b8 svart springare · g8 svart springare · b1 vit springare · g1 vit springare | b8 svart springare · g8 svart springare · b1 vit springare · g1 vit springare | b8 svart springare · g8 svart springare · b1 vit springare · g1 vit springare | 5 |
| 4 | b8 svart springare · g8 svart springare · b1 vit springare · g1 vit springare | b8 svart springare · g8 svart springare · b1 vit springare · g1 vit springare | b8 svart springare · g8 svart springare · b1 vit springare · g1 vit springare | b8 svart springare · g8 svart springare · b1 vit springare · g1 vit springare | b8 svart springare · g8 svart springare · b1 vit springare · g1 vit springare | b8 svart springare · g8 svart springare · b1 vit springare · g1 vit springare | b8 svart springare · g8 svart springare · b1 vit springare · g1 vit springare | b8 svart springare · g8 svart springare · b1 vit springare · g1 vit springare | 4 |
| 3 | b8 svart springare · g8 svart springare · b1 vit springare · g1 vit springare | b8 svart springare · g8 svart springare · b1 vit springare · g1 vit springare | b8 svart springare · g8 svart springare · b1 vit springare · g1 vit springare | b8 svart springare · g8 svart springare · b1 vit springare · g1 vit springare | b8 svart springare · g8 svart springare · b1 vit springare · g1 vit springare | b8 svart springare · g8 svart springare · b1 vit springare · g1 vit springare | b8 svart springare · g8 svart springare · b1 vit springare · g1 vit springare | b8 svart springare · g8 svart springare · b1 vit springare · g1 vit springare | 3 |
| 2 | b8 svart springare · g8 svart springare · b1 vit springare · g1 vit springare | b8 svart springare · g8 svart springare · b1 vit springare · g1 vit springare | b8 svart springare · g8 svart springare · b1 vit springare · g1 vit springare | b8 svart springare · g8 svart springare · b1 vit springare · g1 vit springare | b8 svart springare · g8 svart springare · b1 vit springare · g1 vit springare | b8 svart springare · g8 svart springare · b1 vit springare · g1 vit springare | b8 svart springare · g8 svart springare · b1 vit springare · g1 vit springare | b8 svart springare · g8 svart springare · b1 vit springare · g1 vit springare | 2 |
| 1 | b8 svart springare · g8 svart springare · b1 vit springare · g1 vit springare | b8 svart springare · g8 svart springare · b1 vit springare · g1 vit springare | b8 svart springare · g8 svart springare · b1 vit springare · g1 vit springare | b8 svart springare · g8 svart springare · b1 vit springare · g1 vit springare | b8 svart springare · g8 svart springare · b1 vit springare · g1 vit springare | b8 svart springare · g8 svart springare · b1 vit springare · g1 vit springare | b8 svart springare · g8 svart springare · b1 vit springare · g1 vit springare | b8 svart springare · g8 svart springare · b1 vit springare · g1 vit springare | 1 |
|   | a                                                                             | b                                                                             | c                                                                             | d                                                                             | e                                                                             | f                                                                             | g                                                                             | h                                                                             |   |

|   | a | b | c | d | e | f | g | h |   |
| 8 | c6 vit cirkel · e6 vit cirkel · b5 vit cirkel · f5 vit cirkel · d4 vit springare · b3 vit cirkel · f3 vit cirkel · c2 vit cirkel · e2 vit cirkel | c6 vit cirkel · e6 vit cirkel · b5 vit cirkel · f5 vit cirkel · d4 vit springare · b3 vit cirkel · f3 vit cirkel · c2 vit cirkel · e2 vit cirkel | c6 vit cirkel · e6 vit cirkel · b5 vit cirkel · f5 vit cirkel · d4 vit springare · b3 vit cirkel · f3 vit cirkel · c2 vit cirkel · e2 vit cirkel | c6 vit cirkel · e6 vit cirkel · b5 vit cirkel · f5 vit cirkel · d4 vit springare · b3 vit cirkel · f3 vit cirkel · c2 vit cirkel · e2 vit cirkel | c6 vit cirkel · e6 vit cirkel · b5 vit cirkel · f5 vit cirkel · d4 vit springare · b3 vit cirkel · f3 vit cirkel · c2 vit cirkel · e2 vit cirkel | c6 vit cirkel · e6 vit cirkel · b5 vit cirkel · f5 vit cirkel · d4 vit springare · b3 vit cirkel · f3 vit cirkel · c2 vit cirkel · e2 vit cirkel | c6 vit cirkel · e6 vit cirkel · b5 vit cirkel · f5 vit cirkel · d4 vit springare · b3 vit cirkel · f3 vit cirkel · c2 vit cirkel · e2 vit cirkel | c6 vit cirkel · e6 vit cirkel · b5 vit cirkel · f5 vit cirkel · d4 vit springare · b3 vit cirkel · f3 vit cirkel · c2 vit cirkel · e2 vit cirkel | 8 |
| 7 | c6 vit cirkel · e6 vit cirkel · b5 vit cirkel · f5 vit cirkel · d4 vit springare · b3 vit cirkel · f3 vit cirkel · c2 vit cirkel · e2 vit cirkel | c6 vit cirkel · e6 vit cirkel · b5 vit cirkel · f5 vit cirkel · d4 vit springare · b3 vit cirkel · f3 vit cirkel · c2 vit cirkel · e2 vit cirkel | c6 vit cirkel · e6 vit cirkel · b5 vit cirkel · f5 vit cirkel · d4 vit springare · b3 vit cirkel · f3 vit cirkel · c2 vit cirkel · e2 vit cirkel | c6 vit cirkel · e6 vit cirkel · b5 vit cirkel · f5 vit cirkel · d4 vit springare · b3 vit cirkel · f3 vit cirkel · c2 vit cirkel · e2 vit cirkel | c6 vit cirkel · e6 vit cirkel · b5 vit cirkel · f5 vit cirkel · d4 vit springare · b3 vit cirkel · f3 vit cirkel · c2 vit cirkel · e2 vit cirkel | c6 vit cirkel · e6 vit cirkel · b5 vit cirkel · f5 vit cirkel · d4 vit springare · b3 vit cirkel · f3 vit cirkel · c2 vit cirkel · e2 vit cirkel | c6 vit cirkel · e6 vit cirkel · b5 vit cirkel · f5 vit cirkel · d4 vit springare · b3 vit cirkel · f3 vit cirkel · c2 vit cirkel · e2 vit cirkel | c6 vit cirkel · e6 vit cirkel · b5 vit cirkel · f5 vit cirkel · d4 vit springare · b3 vit cirkel · f3 vit cirkel · c2 vit cirkel · e2 vit cirkel | 7 |
| 6 | c6 vit cirkel · e6 vit cirkel · b5 vit cirkel · f5 vit cirkel · d4 vit springare · b3 vit cirkel · f3 vit cirkel · c2 vit cirkel · e2 vit cirkel | c6 vit cirkel · e6 vit cirkel · b5 vit cirkel · f5 vit cirkel · d4 vit springare · b3 vit cirkel · f3 vit cirkel · c2 vit cirkel · e2 vit cirkel | c6 vit cirkel · e6 vit cirkel · b5 vit cirkel · f5 vit cirkel · d4 vit springare · b3 vit cirkel · f3 vit cirkel · c2 vit cirkel · e2 vit cirkel | c6 vit cirkel · e6 vit cirkel · b5 vit cirkel · f5 vit cirkel · d4 vit springare · b3 vit cirkel · f3 vit cirkel · c2 vit cirkel · e2 vit cirkel | c6 vit cirkel · e6 vit cirkel · b5 vit cirkel · f5 vit cirkel · d4 vit springare · b3 vit cirkel · f3 vit cirkel · c2 vit cirkel · e2 vit cirkel | c6 vit cirkel · e6 vit cirkel · b5 vit cirkel · f5 vit cirkel · d4 vit springare · b3 vit cirkel · f3 vit cirkel · c2 vit cirkel · e2 vit cirkel | c6 vit cirkel · e6 vit cirkel · b5 vit cirkel · f5 vit cirkel · d4 vit springare · b3 vit cirkel · f3 vit cirkel · c2 vit cirkel · e2 vit cirkel | c6 vit cirkel · e6 vit cirkel · b5 vit cirkel · f5 vit cirkel · d4 vit springare · b3 vit cirkel · f3 vit cirkel · c2 vit cirkel · e2 vit cirkel | 6 |
| 5 | c6 vit cirkel · e6 vit cirkel · b5 vit cirkel · f5 vit cirkel · d4 vit springare · b3 vit cirkel · f3 vit cirkel · c2 vit cirkel · e2 vit cirkel | c6 vit cirkel · e6 vit cirkel · b5 vit cirkel · f5 vit cirkel · d4 vit springare · b3 vit cirkel · f3 vit cirkel · c2 vit cirkel · e2 vit cirkel | c6 vit cirkel · e6 vit cirkel · b5 vit cirkel · f5 vit cirkel · d4 vit springare · b3 vit cirkel · f3 vit cirkel · c2 vit cirkel · e2 vit cirkel | c6 vit cirkel · e6 vit cirkel · b5 vit cirkel · f5 vit cirkel · d4 vit springare · b3 vit cirkel · f3 vit cirkel · c2 vit cirkel · e2 vit cirkel | c6 vit cirkel · e6 vit cirkel · b5 vit cirkel · f5 vit cirkel · d4 vit springare · b3 vit cirkel · f3 vit cirkel · c2 vit cirkel · e2 vit cirkel | c6 vit cirkel · e6 vit cirkel · b5 vit cirkel · f5 vit cirkel · d4 vit springare · b3 vit cirkel · f3 vit cirkel · c2 vit cirkel · e2 vit cirkel | c6 vit cirkel · e6 vit cirkel · b5 vit cirkel · f5 vit cirkel · d4 vit springare · b3 vit cirkel · f3 vit cirkel · c2 vit cirkel · e2 vit cirkel | c6 vit cirkel · e6 vit cirkel · b5 vit cirkel · f5 vit cirkel · d4 vit springare · b3 vit cirkel · f3 vit cirkel · c2 vit cirkel · e2 vit cirkel | 5 |
| 4 | c6 vit cirkel · e6 vit cirkel · b5 vit cirkel · f5 vit cirkel · d4 vit springare · b3 vit cirkel · f3 vit cirkel · c2 vit cirkel · e2 vit cirkel | c6 vit cirkel · e6 vit cirkel · b5 vit cirkel · f5 vit cirkel · d4 vit springare · b3 vit cirkel · f3 vit cirkel · c2 vit cirkel · e2 vit cirkel | c6 vit cirkel · e6 vit cirkel · b5 vit cirkel · f5 vit cirkel · d4 vit springare · b3 vit cirkel · f3 vit cirkel · c2 vit cirkel · e2 vit cirkel | c6 vit cirkel · e6 vit cirkel · b5 vit cirkel · f5 vit cirkel · d4 vit springare · b3 vit cirkel · f3 vit cirkel · c2 vit cirkel · e2 vit cirkel | c6 vit cirkel · e6 vit cirkel · b5 vit cirkel · f5 vit cirkel · d4 vit springare · b3 vit cirkel · f3 vit cirkel · c2 vit cirkel · e2 vit cirkel | c6 vit cirkel · e6 vit cirkel · b5 vit cirkel · f5 vit cirkel · d4 vit springare · b3 vit cirkel · f3 vit cirkel · c2 vit cirkel · e2 vit cirkel | c6 vit cirkel · e6 vit cirkel · b5 vit cirkel · f5 vit cirkel · d4 vit springare · b3 vit cirkel · f3 vit cirkel · c2 vit cirkel · e2 vit cirkel | c6 vit cirkel · e6 vit cirkel · b5 vit cirkel · f5 vit cirkel · d4 vit springare · b3 vit cirkel · f3 vit cirkel · c2 vit cirkel · e2 vit cirkel | 4 |
| 3 | c6 vit cirkel · e6 vit cirkel · b5 vit cirkel · f5 vit cirkel · d4 vit springare · b3 vit cirkel · f3 vit cirkel · c2 vit cirkel · e2 vit cirkel | c6 vit cirkel · e6 vit cirkel · b5 vit cirkel · f5 vit cirkel · d4 vit springare · b3 vit cirkel · f3 vit cirkel · c2 vit cirkel · e2 vit cirkel | c6 vit cirkel · e6 vit cirkel · b5 vit cirkel · f5 vit cirkel · d4 vit springare · b3 vit cirkel · f3 vit cirkel · c2 vit cirkel · e2 vit cirkel | c6 vit cirkel · e6 vit cirkel · b5 vit cirkel · f5 vit cirkel · d4 vit springare · b3 vit cirkel · f3 vit cirkel · c2 vit cirkel · e2 vit cirkel | c6 vit cirkel · e6 vit cirkel · b5 vit cirkel · f5 vit cirkel · d4 vit springare · b3 vit cirkel · f3 vit cirkel · c2 vit cirkel · e2 vit cirkel | c6 vit cirkel · e6 vit cirkel · b5 vit cirkel · f5 vit cirkel · d4 vit springare · b3 vit cirkel · f3 vit cirkel · c2 vit cirkel · e2 vit cirkel | c6 vit cirkel · e6 vit cirkel · b5 vit cirkel · f5 vit cirkel · d4 vit springare · b3 vit cirkel · f3 vit cirkel · c2 vit cirkel · e2 vit cirkel | c6 vit cirkel · e6 vit cirkel · b5 vit cirkel · f5 vit cirkel · d4 vit springare · b3 vit cirkel · f3 vit cirkel · c2 vit cirkel · e2 vit cirkel | 3 |
| 2 | c6 vit cirkel · e6 vit cirkel · b5 vit cirkel · f5 vit cirkel · d4 vit springare · b3 vit cirkel · f3 vit cirkel · c2 vit cirkel · e2 vit cirkel | c6 vit cirkel · e6 vit cirkel · b5 vit cirkel · f5 vit cirkel · d4 vit springare · b3 vit cirkel · f3 vit cirkel · c2 vit cirkel · e2 vit cirkel | c6 vit cirkel · e6 vit cirkel · b5 vit cirkel · f5 vit cirkel · d4 vit springare · b3 vit cirkel · f3 vit cirkel · c2 vit cirkel · e2 vit cirkel | c6 vit cirkel · e6 vit cirkel · b5 vit cirkel · f5 vit cirkel · d4 vit springare · b3 vit cirkel · f3 vit cirkel · c2 vit cirkel · e2 vit cirkel | c6 vit cirkel · e6 vit cirkel · b5 vit cirkel · f5 vit cirkel · d4 vit springare · b3 vit cirkel · f3 vit cirkel · c2 vit cirkel · e2 vit cirkel | c6 vit cirkel · e6 vit cirkel · b5 vit cirkel · f5 vit cirkel · d4 vit springare · b3 vit cirkel · f3 vit cirkel · c2 vit cirkel · e2 vit cirkel | c6 vit cirkel · e6 vit cirkel · b5 vit cirkel · f5 vit cirkel · d4 vit springare · b3 vit cirkel · f3 vit cirkel · c2 vit cirkel · e2 vit cirkel | c6 vit cirkel · e6 vit cirkel · b5 vit cirkel · f5 vit cirkel · d4 vit springare · b3 vit cirkel · f3 vit cirkel · c2 vit cirkel · e2 vit cirkel | 2 |
| 1 | c6 vit cirkel · e6 vit cirkel · b5 vit cirkel · f5 vit cirkel · d4 vit springare · b3 vit cirkel · f3 vit cirkel · c2 vit cirkel · e2 vit cirkel | c6 vit cirkel · e6 vit cirkel · b5 vit cirkel · f5 vit cirkel · d4 vit springare · b3 vit cirkel · f3 vit cirkel · c2 vit cirkel · e2 vit cirkel | c6 vit cirkel · e6 vit cirkel · b5 vit cirkel · f5 vit cirkel · d4 vit springare · b3 vit cirkel · f3 vit cirkel · c2 vit cirkel · e2 vit cirkel | c6 vit cirkel · e6 vit cirkel · b5 vit cirkel · f5 vit cirkel · d4 vit springare · b3 vit cirkel · f3 vit cirkel · c2 vit cirkel · e2 vit cirkel | c6 vit cirkel · e6 vit cirkel · b5 vit cirkel · f5 vit cirkel · d4 vit springare · b3 vit cirkel · f3 vit cirkel · c2 vit cirkel · e2 vit cirkel | c6 vit cirkel · e6 vit cirkel · b5 vit cirkel · f5 vit cirkel · d4 vit springare · b3 vit cirkel · f3 vit cirkel · c2 vit cirkel · e2 vit cirkel | c6 vit cirkel · e6 vit cirkel · b5 vit cirkel · f5 vit cirkel · d4 vit springare · b3 vit cirkel · f3 vit cirkel · c2 vit cirkel · e2 vit cirkel | c6 vit cirkel · e6 vit cirkel · b5 vit cirkel · f5 vit cirkel · d4 vit springare · b3 vit cirkel · f3 vit cirkel · c2 vit cirkel · e2 vit cirkel | 1 |
|   | a | b | c | d | e | f | g | h |   |

## Springarens relativa värde
Springaren brukar ges ett relativt värde på 3. Springare och löpare är ungefär likvärdiga men löparen är normalt något starkare, speciellt i öppna ställningar där den har en större aktionsradie.
Springarna trivs bra i slutna ställningar med låsta bondestrukturer där de ofta är starkare än löparna. Till skillnad från löparna kan springarna nå alla fält även om det tar några drag ibland.
Eftersom springaren inte rör sig så långt i varje drag står den bra i centrum där den kan vara verksam på båda flyglarna. På kantfälten har den mindre inflytande och kan till och med bli instängd. 

## Unicode
Unicode har två tecken för springare.
| Namn            | Symbol | Kod    | HTML (decimal) | HTML (hex) |
| --------------- | ------ | ------ | -------------- | ---------- |
| Vit springare   | ♘      | U+2658 | &#9816;        | &#x2658;   |
| Svart springare | ♞      | U+265E | &#9822;        | &#x265E;   |